# Maurizio Stefania
Maurizio Stefania (ca. 1970) is een Italiaans klavecimbelspeler, organist en pianofortespeler.

## Levensloop
Stefania behaalde zijn diploma pianoforte aan het Conservatorium U. Giordano van Foggia.
In 1995 behaalde hij zijn diploma klavecimbel aan het Conservatorium G. Frescobaldi van Ferrara, bij Silvia Rambaldi.
Tegelijk studeerde hij orgel en specialiseerde zich op het 15de- en 16de-eeuwse Italiaanse repertoire.
Hij nam deel aan heel wat meestercursussen, bij onder meer Gordon Murray, Jesper Christensen, Liuewe Tamminga en Luigi Ferdinando Tagliavini, alsook bij instituties zoals de Fondazioni Cini in Venetië en het Collegium Musicum Classense in Ravenna.
Van 1996 tot 1998 studeerde hij bij Jesper Christensen aan de Schola Cantorum Basiliensis in Bazel. Dankzij beurzen kon hij nog verder studeren aan het Royal Northern College of Music in Manchester (2000-2002), waar hij klavecimbel studeerde bij David Francis, orgel bij Kevin Boyer en pianoforte bij Gary Cooper.
Hij heeft talrijke concerten gegeven in Italië en in andere landen, zowel op pianoforte als op klavecimbel en orgel. Als basso continuo werkte hij samen met verschillende ensembles voor oude muziek. In Engeland werkte hij samen met Northern Chamber Orchestra, Manchester Camerata en Salford Symphony Orchestra. Hij werkte ook samen met koren en kamermuziekensembles in de streek van Manchester. Hij trad ook op met de barokorkesten van Radio Manchester en van de Universiteit van Manchester.
Hij was van 2000 tot 2004 titularis van het orgel van de kerk S. Maria in Vado in Ferrara, functie die hij ook opnam aan de St. Augustine’s Catholic Church in Manchester en de St. Philip Church in Salford.
Hij vormde een duo met de Nederlandse citaarspeler Dario van Gammeren voor het uitvoeren van voornamelijk hedendaagse composities voor klavecimbel en citaar.
In 1995 werd hij laureaat in het nationaal klavecimbelconcours “Amici di G. Gambi” in Pesaro en in 1997 behaalde hij de Derde prijs, samen met Debora Villani, in het orgelconcours (orgelpositief in duo) in het kader van het Festival Musica Antiqua in Brugge.
In September 2004 vestigde hij zich in Bergamo. Hij doceert pianoforte aan de Muziekacademie van deze stad en werkt als continuospeler op pianoforte bij klassieke dans, terwijl hij zijn activiteiten als concertant verder zet.